# 佐野泰臣
佐野 泰臣（さの やすおみ、1984年7月20日 - ）は、日本の俳優。フロム・ファーストプロダクション所属。
身長178cm。体重66kg、血液型A型。東京都杉並区出身。多摩大学目黒中学校・高等学校、駒澤大学卒業。2024年に一般女性と結婚。

## 来歴
デビューは1988年のフジテレビ系のバラエティー番組『とんねるずのみなさんのおかげです』。
『3年B組金八先生』シリーズの坂本金八（武田鉄矢）の息子・坂本幸作役を演じ、広く認知される。

## 人物
- 『金八先生』で共演して以来、風間俊介と親交が厚く、風間の家には佐野専用の歯ブラシがある[2]。
- 大学在学中に、中学・高校の国語の教員免許を取得している。
- ヒップホップ、特に日本語ラップにかなり詳しく、ブログやTwitterでそのマニアックな一面を見ることができる。
- TBS『オールスター感謝祭』の名物コーナー「赤坂5丁目ミニマラソン」で2004年秋に準優勝した。
- 『自治会長・糸井緋芽子社宅の事件簿』シリーズの出演以来、泉ピン子との共演が多い。
- 矢部太郎とはよく一緒に映画を観に行く仲であり、カラテカの生配信番組や、トークライブにも参加している[3]。
- 30歳になった記念として、2014年からLINEの自作スタンプを販売している[4][5]。
- 近所で拾った猫を飼っている。名前はロッキー。

## 出演

### テレビドラマ
- 大河ドラマ（NHK）
  - 八代将軍吉宗（1995年） - 一橋宗尹
  - 麒麟がくる（2020年） - 織田信広
- 3年B組金八先生（TBS） - 坂本幸作
  - 第4シリーズ（1995年 - 1996年）
  - スペシャル9「子供を救え！大人達よ立ち上がれ」（1998年）
  - 第5シリーズ（1999年 - 2000年）
  - スペシャル10「お前死んだらオレ泣くぞ」（2001年）
  - 第6シリーズ（2001年 - 2002年）
  - 第7シリーズ（2004年 - 2005年）
  - スペシャル11「未来へつなげ 3B友情のタスキ〜たった一人の卒業式」（2005年）
  - 第8シリーズ（2007年 - 2008年）
  - ファイナル〜「最後の贈る言葉」（2011年）
- 忍者戦隊カクレンジャー 第48話「大雪女の雪合戦」（1994年、テレビ朝日）
- 自治会長・糸井緋芽子社宅の事件簿 シリーズ 1 - 9（2001年 - 2009年、TBS） - 糸井誠
- TEAMドラマスペシャル4（2003年、フジテレビ）
- 血痕 警科研・湯川愛子の鑑定ファイル1（2004年、TBS） - 秋津昇
- WATER BOYS 2005夏（2005年、フジテレビ） - 安仁屋
- 多摩南署たたき上げ刑事・近松丙吉5 四人の目撃者（2005年、テレビ東京） - 西原透
- 下町・おかず横丁殺人事件簿（2005年12月21日、テレビ東京） - 矢吹雅人
- 新鋭ドラマ シンデレラになりたい!（2006年、TBS） - 倉持凡
- DoCoMoドラマスペシャル ある愛の詩（2006年、TBS） - 江口あきら
- 愛の劇場「スイーツドリーム」（2006年、TBS） - 小向
- 新宿の母物語（2006年、フジテレビ）
- 水戸黄門 第36部 第20話「祇園の夜の大騒動!-京都-」（2006年、TBS） - 佐吉
- 税務調査官・窓際太郎の事件簿 14（2006年、TBS） - 村治徹
- 千の風になって ドラマスペシャル 第1弾「家族へのラブレター」（2007年、フジテレビ） - 岡本哲也
- 炎の警備隊長・五十嵐杜夫 5、6」（2007年、テレビ朝日） - 岩村文弘・渡辺圭太
- 和田アキ子物語（2008年、フジテレビ） - 智彦
- 温泉医ぽっかや事件カルテ7（2009年3月22日、テレビ朝日） - 瀬尾洋平
- ドクター小石の事件カルテ5 毒炎（2009年、フジテレビ）
- 警部補・佐々木丈太郎 シリーズ 1 - 2（2009年 - 2010年、フジテレビ） - 新井刑事
- 命のバトン〜最高の人生の終わり方（2009年6月24・25日、テレビ東京） - 宮本巡査
- 父よ、あなたはえらかった〜1969年のオヤジと僕（2009年11月16日、TBS）
- おふくろ先生の診療日記 シリーズ1 - 5（2010年 - 2013年、TBS） - 大田原和博
- 新撰組PEACE MAKER（2010年、毎日放送） - 藤堂平助
- ハンチョウ〜神南署安積班〜 第3シリーズ 第5話（2010年8月2日、TBS） - 石川辰也
- 東野圭吾3週連続スペシャル「ブルータスの心臓」（2011年6月17日、フジテレビ） - 田所
- 財務捜査官 雨宮瑠璃子6（2011年、TBS） - 斉藤渉
- 警視庁心理捜査官・明日香 シリーズ（2011年 - 2013年） - 藤島直人
- 100の資格を持つ女7（2013年、テレビ朝日） - 平井翔
- Dr.DMAT 第8話（2014年2月27日、TBS） - 山口正明
- 独占初告白!250億騙し取った男たち（2014年8月22日、フジテレビ）
- 警視庁捜査一課9係 season9 第9話（2014年9月3日、テレビ朝日） - 江藤次晴
- 逆転報道の女4（2014年11月22日、テレビ朝日） - 近藤豪
- 途中下車（2014年12月、NHK）
- オウム真理教と闘った家族の全記録〜地下鉄サリン事件20年目の真相〜（2015年3月20日、フジテレビ）
- 猫侍 Season2（2015年4月 - 、東名阪ネット6および5いっしょ3ちゃんねる他） - 小助
- 連続企業爆破テロ 40年目の真実（2015年5月22日、フジテレビ） - 産経新聞記者・村上克
- 僕らプレイボーイズ 熟年探偵社 第3話（2015年7月31日、テレビ東京）
- 海に降る 第3話（2015年10月、WOWOW）
- 仮面ライダーゴースト（2015年10月4日〜、テレビ朝日） - 小野寺靖
- 山本周五郎人情時代劇 第3話「釣忍」（2015年11月3日、BSジャパン） - 佐太郎
- コウノドリ 最終話（2015年12月18日、TBS） - 飯塚利夫
- 民王スピンオフ〜恋する総裁選〜（2016年4月22日、テレビ朝日） - 近沢元成 役
- ヤメ判 新堂謙介 殺しの事件簿4（2016年、TBS） - 矢部晃
- 水戸黄門 第1話（2017年10月4日、BS-TBS） - 大川新太郎 役
- トットちゃん!（2017年11月、テレビ朝日）
- 精霊の守り人 最終章  第6、7話（2018年1月、NHK）
- 特命刑事 カクホの女（2018年1月26日、テレビ東京） ‐ 末永直之
- ブラックスキャンダル（2018年10月4日 - 12月7日、読売テレビ・日本テレビ系） ‐ 中島記者
- 主婦カツ! 第7話（2018年11月18日、NHK BSプレミアム）桂田誠一
- 相棒 Season17  第16話（2019年2月20日、テレビ朝日） - 須藤修史
- 東京独身男子 第3話（2019年5月4日、テレビ朝日）
- 私刑人〜正義の証明〜（2020年2月9日、テレビ朝日）
- 陰陽師（2020年3月29日、テレビ朝日）
- 浦安鉄筋家族 第3話（2020年4月24日、テレビ東京）
- 未解決の女 警視庁文書捜査官2 第4話（2020年8月27日、テレビ朝日）
- ひきこもり先生（2021年6月12日 - 7月10日、NHK） - 田代恵吾
- にぶんのいち夫婦 第2話、5話 -（2021年6月17日 - 、テレビ東京） - 今井佳樹
- だれかに話したくなる山本周五郎日替わりドラマ2 第3話『人情武士道』（2022年2月8日、NHK BSプレミアム） - 佐藤欽之助 役
- 未来への10カウント 第3話（2022年4月28日、テレビ朝日） - 辻孝太郎 役
- コズミックフロント「アマチュア天文学の父 山本一清」（2022年7月14日、NHK BSプレミアム） - 本田実 役
- ひきこもり先生 シーズン2（2022年12月17日 - 24日、NHK） - 田代恵吾
- ケイジとケンジ、時々ハンジ。 第5話（2023年5月11日、テレビ朝日） - 堀和正 役
- シッコウ!!〜犬と私と執行官〜 第1話（2023年7月4日、テレビ朝日） - 警察官 役
- トクメイ!警視庁特別会計係　第9話(2023年12月11日、フジテレビ) - 丸山管理官
- それぞれの孤独のグルメ 第8話（2024年11月23日、テレビ東京）
- 続・続・最後から二番目の恋（2025年、フジテレビ）
- 大追跡〜警視庁SSBC強行犯係〜 第6話（2025年8月13日、テレビ朝日） - 戸塚大輝 役[6]

### 映画
- バトル・ロワイアル（2000年） - 山本和彦
- バトル・ロワイアル 特別篇（2001年） - 山本和彦
- アクション★グラフィティー（2003年） - 五島一雄
- あずみ（2003年） - ゆら
- あずみ2 Death or Love（2005年）
- 北辰斜にさすところ（2008年） - 江頭
- ICHI（2008年）
- 余命（2009年）
- かずら（2010年）
- 月光ノ仮面（2012年） - 森乃家小天
- 忍たま乱太郎 夏休み宿題大作戦!の段（2013年） - 諸泉尊奈門
- ガチバン　エクスペンデット（2013年） - 土屋
- 火花（2017年）
- 翔んで埼玉（2019年） - 上尾支部長
- しあわせのマスカット（2021年）
- マスカレード・ナイト（2021年）
- 牡丹の花（2022年）
- 湯道（2023年）
- クレイジークルーズ（2023年、Netflix） - 島田
- 翔んで埼玉 〜琵琶湖より愛をこめて〜（2023年）- 上尾支部長[7]

### 配信ドラマ
- &美少女 NEXT GIRL meets Tokyo 第10話（2017年6月14日、FOD） - 馬場秀樹
- 夫のちんぽが入らない 第3話（2019年、FOD / Netflix）
- 麻雀宝湯記 石和の亀篇・伊東の黒豹篇（2021年2月14日、Xstream46）
- 板尾イズム（2021年、LINE News Vision）
- 板尾イズム2（2022年、LINE News Vision）

### オリジナルビデオ
- ゴースト RE:BIRTH 仮面ライダー スペクター（2017年4月19日） - 小野寺靖
- 孤高の叫び（2018年）
- 孤高の叫び2 DARKNESS（2018年）

### ラジオドラマ
- マウンド（2005年12月17日、NHK-FM）

### バラエティ番組
- 大!天才てれびくんドラまちがい「名警部ホム畑」（2011年10月 - 、NHK Eテレ） - ワト泉ソン太郎
- 痛快TV スカッとジャパン FNS27時間テレビフェスティバル 国民投票フェス「一撃スカッと」（2016年7月23日、フジテレビ）
- ニンゲン観察バラエティ モニタリング（2017年4月20日、TBS）
- 爆報! THE フライデー（2017年6月9日）
- 本能Z（2018年1月17日、CBC） - 板尾創路オススメの後輩としての出演
- 超逆境クイズバトル!! 99人の壁（2018年10月20日、フジテレビ）

### 舞台
- ブロードウエイミュージカル ピーター・パン（1992年） - マイケル
- アルゴミュージカル 子猿物語（1994年） - サンタ
- サウンド・オブ・ミュージック（1995年） - フリードリッヒ
- BENKEI（2011年）
- 劇団たいしゅう小説家Present’s「茂子と夕日と来々軒と」（2011年）
- Moratorium Pants vol.4「ぼーくらは、みんなーいーきている〜」（2013年）
- 青春事情第12回公演「NO GOAL」（2013年）
- 2丁拳銃小堀裕之プロデュース 僕の劇団「下描きの世界」(2013年）
- 演劇ユニット MONKEY GLEAN「恋離-KOIBANA-」（2015年）
- THE BAMBI SHOWシリーズ
  - 〜1st STAGE〜（2016年）
  - 〜2nd STAGE〜（2017年）
  - 〜3rd STAGE〜（2019年）